# Corispermum uralense
Corispermum uralense là loài thực vật có hoa thuộc họ Dền. Loài này được (Iljin) Aellen mô tả khoa học đầu tiên năm 1964.